# Мартинслох

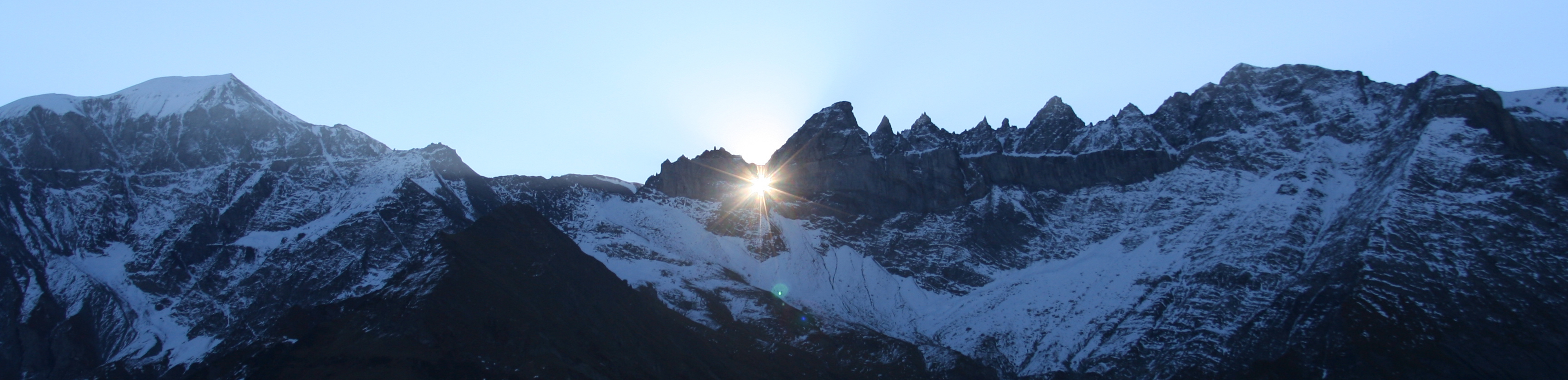
Солнце светит через Мартинслох

Мартинслох — естественное сквозное отверстие в скале в Сардоне, в горной гряде Чингельхёрнер (нем. Tschingelhörner), по гребню которой проходит граница между швейцарскими кантонами Гларус и Граубюнден. Расположено на высоте 2600 м, имеет диаметр около 15 м. Возникло в результате геологического разлома.
Дважды в год, весной и осенью, свет утреннего солнца через отверстие попадает в деревню Эльм и освещает башню местной церкви.